# Nguyễn Thị Mai Hưng

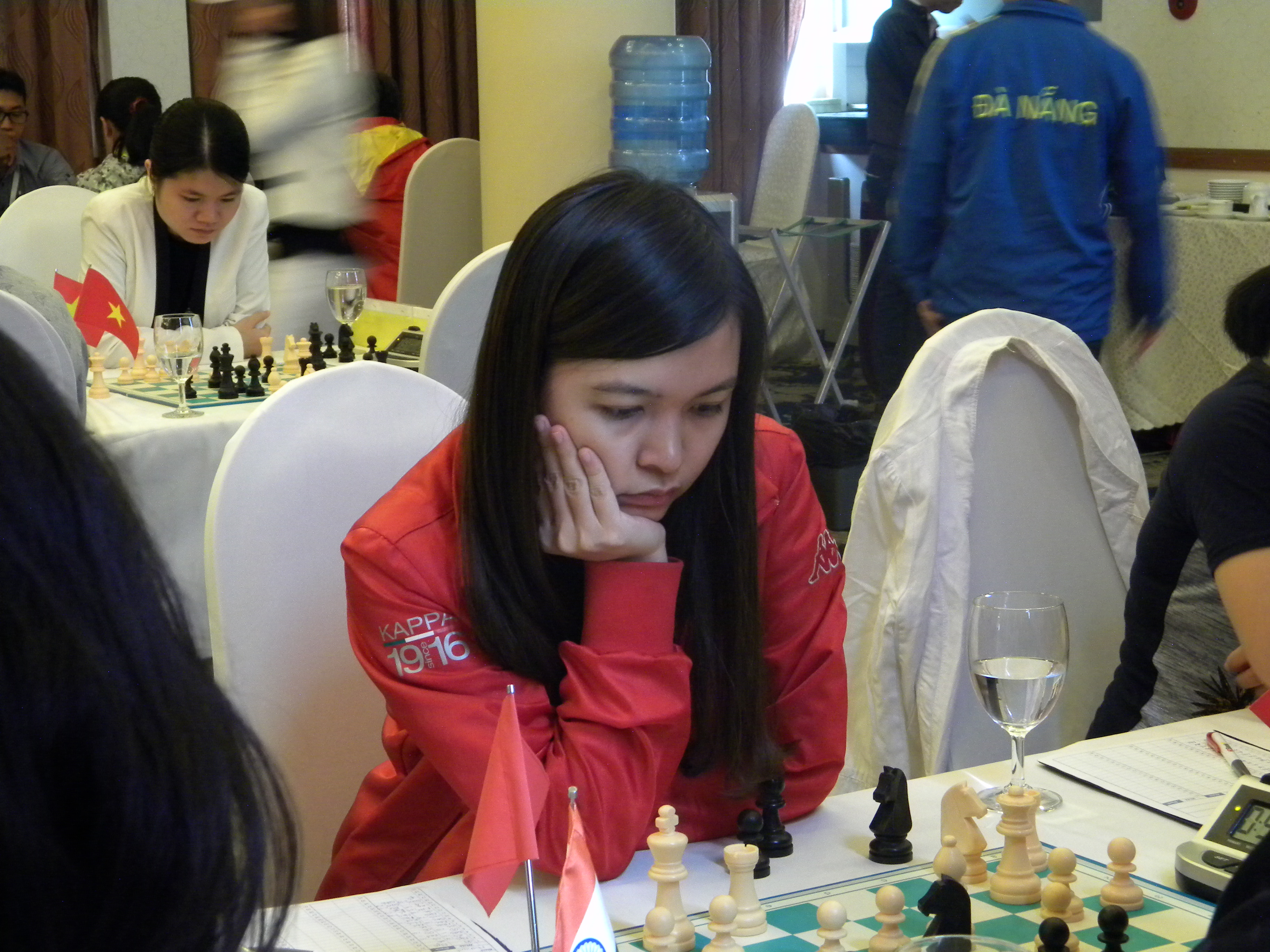
Nguyễn Thị Mai Hưng in 2017

Nguyễn Thị Mai Hưng (28 januari 1994) is een Vietnamese schaakster. Sinds 2014 is ze grootmeester bij de vrouwen (WGM). In 2013 was ze Vietnamees kampioen (vrouwen), in 2009 was ze lid van het team dat het Aziatisch kampioenschap schaken voor vrouwenteams won, in 2011 ontving ze een individuele gouden medaille voor haar prestatie op het WK landenteams, in 2010 werd ze met het team derde met schaken op de Aziatische Spelen.

## Levensloop
Nguyễn Thị Mai Hưng is de jongste van drie zussen. Op 7-jarige leeftijd begon ze met schaken. In 2005 won ze het Aziatisch kampioenschap schaken voor jeugd in de categorie meisjes tot 12 jaar. In 2007 won Nguyễn Thị Mai Hưng het Aziatisch jeugdkampioenschap in de categorie meisjes tot 14 jaar, in 2010 in de categorie meisjes tot 16 jaar. In 2010 werd ze tweede bij het wereldkampioenschap schaken voor jeugd in de categorie meisjes tot 16 jaar. In april 2013 won Nguyễn Thị Mai Hưng het Aziatisch schaakkampioenschap voor junioren in de categorie meisjes tot 20 jaar. In 2013 won ze ook het Vietnamees schaakkampioenschap voor vrouwen.
Nguyễn Thị Mai Hưng nam met het vrouwenteam van Vietnam deel aan Schaakolympiades:
- in 2010, aan het derde bord in de 39e Schaakolympiade in Chanty-Mansiejsk (+3 =3 –2)
- in 2012, aan het tweede bord in de 40e Schaakolympiade in Istanboel (+6 =2 –3)
- in 2014, aan het eerste bord in de 41e Schaakolympiade in Tromsø (+2 =5 –3)
- in 2016, aan het derde bord in de 42e Schaakolympiade in Bakoe (+6 =4 –1);[2] het team werd zevende
- in 2018, aan het vierde bord in de 43e Schaakolympiade in Batoemi (+6 =3 –0)[3]

Nguyễn Thị Mai Hưng nam met het vrouwenteam van Vietnam deel aan het wereldkampioenschap schaken voor landenteams:
- in 2011, aan het derde bord in het 3e WK landenteams (vrouwen) in Mardin (+2 =3 –1); ze won een individuele bronzen medaille
- in 2017, aan het vierde bord in het 5e WK landenteams (vrouwen) in Chanty-Mansiejsk (+3 =2 –3)

Ook nam ze met het Vietnamese vrouwenteam deel aan de Aziatische kampioenschappen schaken voor vrouwenteams:
- in 2009, aan het vierde bord bij de 6e Aziatische schaakkampioenschap voor vrouwenteams in Calcutta (+4 =0 –1) waarbij ze zowel met het team als individueel een gouden medaille won.
- in 2012, aan het vierde bord bij de 5e Aziatische schaakkampioenschap voor vrouwenteams in Zaozhuang (+3 =2 –2) and won team bronze medal waarbij ze met het team een bronzen medaille won.
- in 2014, aan het eerste bord bij de 8e Aziatische schaakkampioenschap voor vrouwenteams in Tabriz (+0 =2 –2)
- in 2016, aan het derde bord bij de 9e Aziatische schaakkampioenschap voor vrouwenteams in Abu Dhabi (+4 =1 –3)

Nguyễn Thị Mai Hưng speelde voor Vietnam in de Aziatische Spelen:
- in 2010, aan het vierde bord bij de 16e Aziatische Spelen, onderdeel schaken voor vrouwenteams in Guangzhou (+4 =1 –2) waarbij ze met het team een bronzen medaille won.

In 2010 werd ze internationaal meester bij de vrouwen (WIM), vier laar later werd ze grootmeester bij de vrouwen (WGM).

## Externe koppelingen
- (en)   Informatie over schaakpartijen van Nguyễn Thị Mai Hưng op ChessGames.com
- (en)   Informatie over schaakpartijen van Nguyễn Thị Mai Hưng op 365chess.com
- (en)  FIDE-ratinggegevens voor Nguyễn Thị Mai Hưng